# إيما ليو
إيما ليو (بالإنجليزية: Emma Lew)‏ هي كاتِبة وشاعرة أسترالية، ولدت في 1962.